# Gefängnis Saint-Lazare

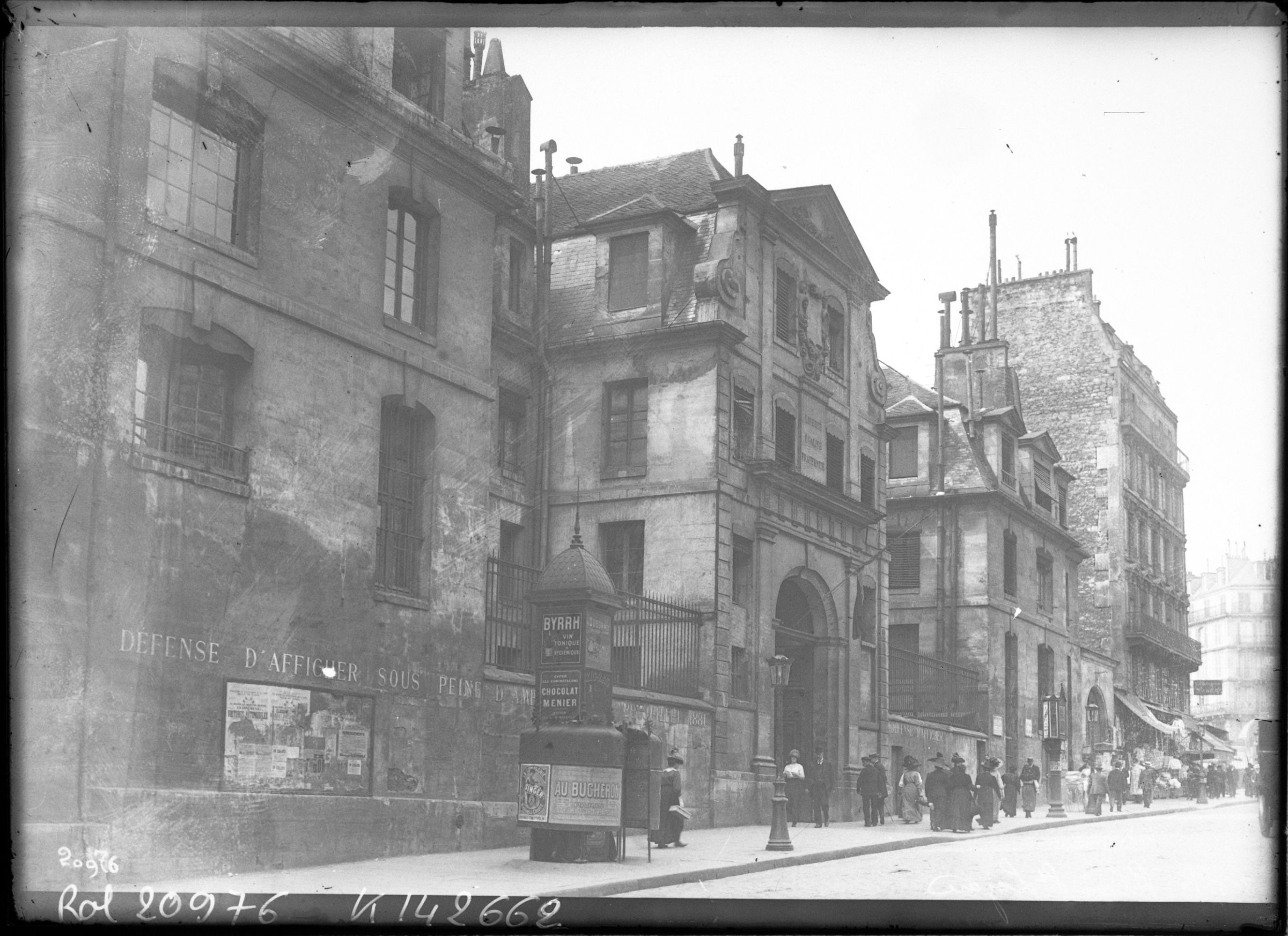
Gefängnis Saint-Lazare auf einer historischen Fotografie von 1912

Das Gefängnis Saint-Lazare war ein Gefängnis an der Rue du Faubourg-Saint-Denis im 10. Arrondissement von Paris (Frankreich). Es wurde hauptsächlich für die Inhaftierung von Frauen genutzt.

## Geschichte

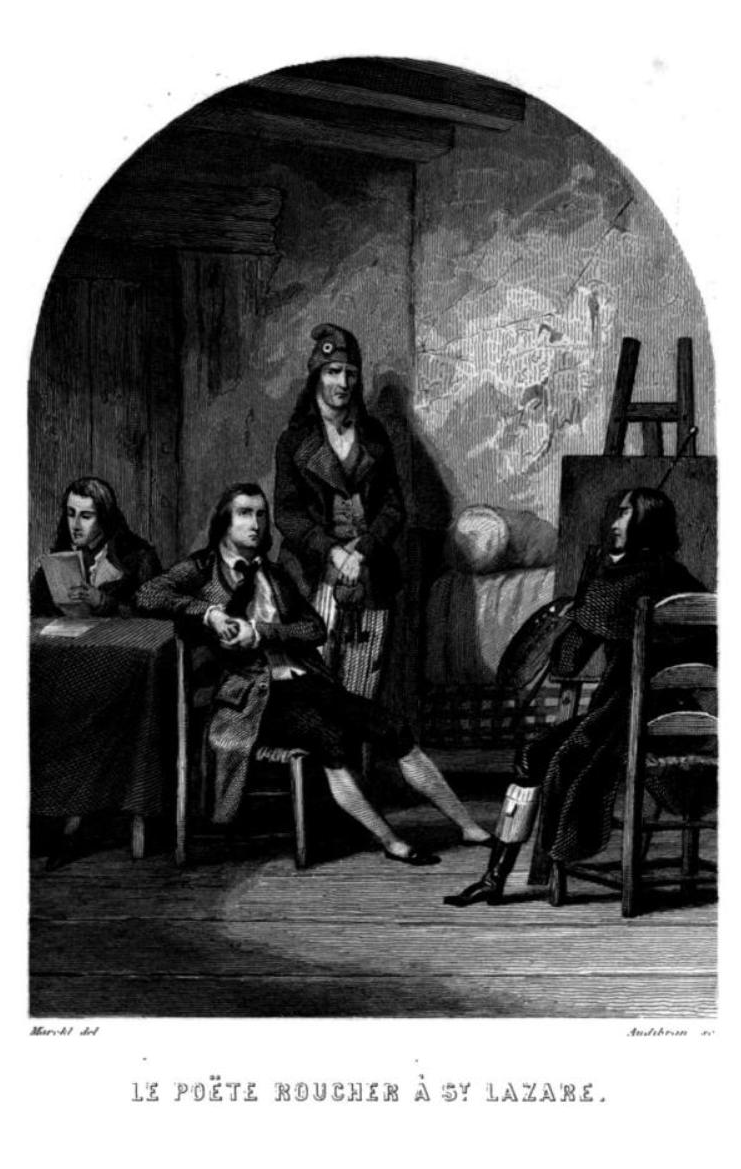
Hubert Robert: Jean-Antoine Roucher im Gefängnis zu Saint Lazare 1845

Vinzenz von Paul gründete 1632 die Congrégation de la Mission, auch Lazaristen genannt, und richtete in der Rue du Faubourg-Saint-Denis Nr. 107 ein Lepra-Krankenhaus ein, das am 7. Januar 1632 eingeweiht wurde.
In der Zeit der Französischen Revolution wurde das Gebäude 1793 als Gefängnis umgebaut. In der „Grande Terreur“ spielte es eine wichtige Rolle, als tausende von Menschen verhaftet, gefoltert und getötet wurden. In der zweiten Hälfte des 19. Jahrhunderts diente das Gebäude als Besserungsanstalt und psychiatrisches Krankenhaus für Frauen.
1896 wurde das Gebäude zum Frauengefängnis mit einer Kapazität von 1200 Häftlingen. Wärterinnen waren bis 23 Uhr Nonnen, in der Nachtwache ehemalige Prostituierte. Das Gefängnis wies drei Abteilungen auf: Politische Gefangene und Fälle allgemeinen Rechts; kranke und gesunde Prostituierte und eine für Kindswegnahmen nach Artikel 66 des Strafrechts, deren Eltern von der Justiz als unzurechnungsfähig oder sittlich gefährdend eingestuft wurden. Getrennte Abteilungen bestanden für Frauen, deren Urteil noch ausstehend war in der sogenannten 1re section und für rechtsgültig Verurteilte in der 2e section.
Zahlreiche noch im Beruf tätige Prostituierte waren in einer getrennten Abteilung mit Krankenstation gefangen. Die dort arbeitenden durch ein amtliches Nominierungsverfahren verpflichteten Ärzte wurden von ihren Berufskollegen mit Geringschätzung betrachtet. Weibliche Syphilis-Kranke mussten bis über zwölf Monate bleiben, männliche Syphilis-Überträger wurden nicht behelligt. Frauen die als symptomfrei galten wurden in der Préfecture de police einem Ärztegremium vorgeführt und dann entweder entlassen oder zurücküberstellt. Einigen Frauen wurde nach wenigen Tagen die Haftentlassung erteilt, um manchmal zwei Tage später wieder in der Anstalt eingeschlossen zu werden, anderen gelang es, durch ein gutes Einvernehmen mit der Polizei jeder Inhaftierung zu entgehen.
Die Frauen erledigten Auftragsarbeiten für Privatunternehmer (Näharbeiten, Herstellung von Einkaufstüten und Strohhüten), die die Hälfte des Lohnes einbehielten. Ein Arbeitstag dauerte zehn bis zwölf Stunden. Der größte Schlafsaal zählte 109 Betten, daneben gab es drei Spazierhöfe mit Bäumen. Wenn das Auftragsvolumen tief war, wurde die Pariser Sittenpolizei angehalten, keine weiteren Prostituierten zu verhaften und die Frauen gingen ungestört ihrem Gewerbe nach. Deshalb war es unter Prostituierten üblich, sich über den Belegungsstand von Saint-Lazare ständig informiert zu halten. Bei hoher Auftragslage wurden jedoch Massenverhaftungen mit 100 bis 150 Prostituierten in wenigen Stunden durchgeführt. Die maximale Kapazität der Prostituierten-Abteilung wurde mit 460 Personen angegeben, zusätzlich wurden getrennt bis zu etwa 100 minderjährige Prostituierte in dem Gefängnis eingesperrt. Zeitgenössische Kommentatoren wie Léo Taxil oder Jean Celte meinten, der Aufenthalt in Saint-Lazare führe zu einer weiteren Korrumpierung der Frauen und Mädchen.
1935 wurde der Bau weitgehend abgerissen und im verbliebenen Gebäudetrakt die Pariser Krankenhausverwaltung untergebracht. Nur die Krankenstation des Gefängnisses und die Kapelle, 1834 von Louis-Pierre Baltard (Vater des Architekten Victor Baltard) erbaut, blieben erhalten. Diese Gebäudeteile wurden 2005 als historisches neoklassizistisches Gebäudeensemble unter Denkmalschutz gestellt.

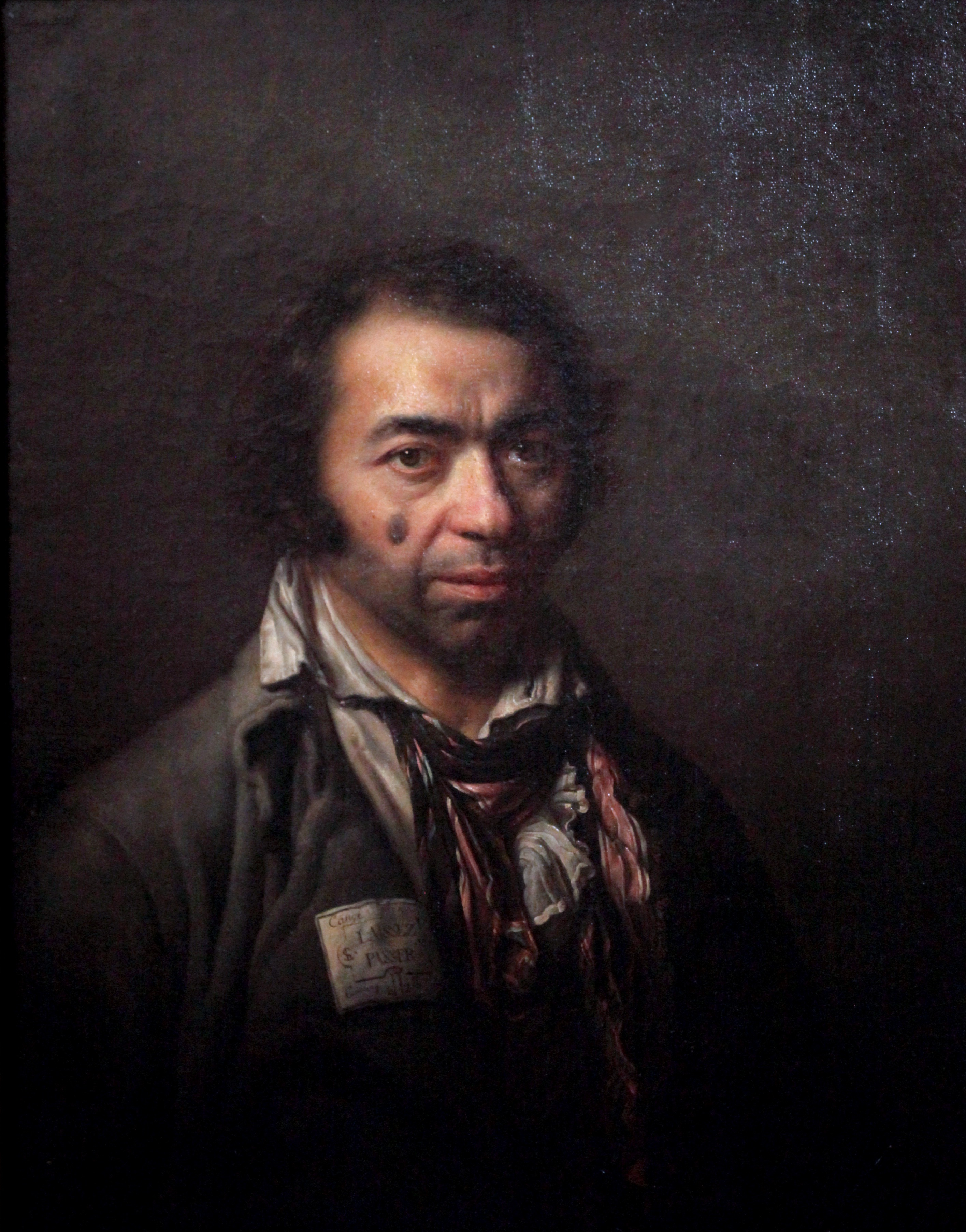
Pierre-Nicolas Legrand, Joseph Cange, commissaire de la prison Saint-Lazare, 1795, (Musée de la Révolution française).

## Bekannte Häftlinge

### Männer
- François-Joseph Bélanger, französischer Architekt und Gartengestalter
- André Chénier, französischer Schriftsteller
- Jean-Antoine Roucher (1745–1794), französischer Schriftsteller, siehe Porträt
- Hubert Robert, französischer Maler
- Marquis de Sade, Schriftsteller und Freigeist
- Joseph-Benoît Suvée, belgischer Maler
- Thomas de Treil de Pardailhan (1754–1822)
- Friedrich Freiherr von der Trenck[4], preußischer Offizier und Abenteurer
- Carl Constantin von Hessen-Rheinfels-Rotenburg, Hessischer Prinz und General der Französischen Revolution, vom 15. Mai 1794 bis 11. Januar 1795

### Frauen
- Marguerite Steinheil, französische Mätresse
- Henriette Caillaux, französische Attentäterin
- Louise Michel, französische Autorin und Anarchistin
- Mata Hari, niederländische Tänzerin und Spionin
- Alice de Janzé, US-amerikanische Millionenerbin
- Marthe Hanau, französische Anlagebetrügerin

## Trivia
Ein Song von Aristide Bruant mit dem Titel À Saint-Lazare ist nach dem Gefängnis benannt.